# 鉄道に関する記事の一覧
鉄道に関する記事の一覧（てつどうにかんするきじのいちらん）は鉄道に関する記事の一覧記事である。

## 一覧記事
- 日本の鉄道事業者一覧
- 日本の路面電車一覧

- アメリカ合衆国の鉄道運営組織一覧
- Category:鉄道関連一覧

### 路線
- 日本の鉄道路線一覧（50音順）
  - あ - か - さ - な - は - わ ・ 英数字
- 日本の地域別鉄道路線一覧
  - 北海道 - 東北地方 - 関東地方 - 中部地方 - 近畿地方 - 中国地方 - 四国地方 - 九州地方

- 地下鉄一覧
- 路面電車の走る街の一覧
- モノレールの一覧
- 新交通システムの一覧
- 日本の鉄道ラインカラー一覧

### 駅
駅百選も参照
- 日本の鉄道駅一覧
  - あ い う-え お か き く-け こ さ し-しも しや-しん す-そ
  - た ち-て と な に ぬ-の は ひ ふ-ほ ま み む-も や-わ行

#### 日本国外
- タイの鉄道駅一覧
- 韓国の鉄道駅一覧
- ブリスベンの鉄道駅一覧
- ニューヨーク市地下鉄の駅一覧

### 列車・車両

#### 列車
- 日本の列車愛称一覧
- 会社別列車種別一覧

#### 車両
- 国鉄の車両形式一覧
- 日本の電気機関車一覧

### その他
- 鉄道雑誌の一覧
- メディアや芸術作品の中の鉄道

## 個別記事
鉄道
- 軌道 - モノレール - 新交通システム - ケーブルカー - 磁気浮上式鉄道
- ロープウェイ - トロリーバス
- 鉄道路線

### 車両
- 電車 - 気動車 - 客車 - 貨車
- 機関車 - 蒸気機関車 - ディーゼル機関車 - 電気機関車
- 旅客列車 - 貨物列車

### 線路
線路
- 単線 - 複線 - 複々線
- 軌条 - まくらぎ - 道床

### 信号
- 信号保安
  - 鉄道信号機 - ルートシグナル - スピードシグナル
    - 鉄道信号（日本の鉄道信号・鉄道合図・鉄道標識）

  - 軌道回路
- 自動列車保安装置
  - 自動列車停止装置
  - 自動列車制御装置
- 連動装置
- 踏切
  - 踏切警報機
  - 遮断機

### 電化
- 鉄道の電化
  - 直流電化 - 交流電化

### 列車
- 列車種別